# 강대후
강대후(姜大厚, 1957년 8월 1일, 서울특별시 ~ )은 대한민국의 제7대 서울특별시 강남구의원이었다.

## 학력
- 서울왕북초등학교
- 2004 ~ 2008 한국방송통신대학교 법학과 학사 졸업
- 2014 ~ 2016 국민대학교 정치대학원 의회지방정치 석사 졸업

## 경력
- 강남구청 공무원직장협의회 회장
- 민주평화통일자문회의 자문위원
- 2016.04 ~ 2018.06 제7대 서울특별시 강남구의회 의원
- 2016.04 ~ 2016.07 제7대 서울특별시 강남구의회 전반기 복지도시위원회 위원
- 2016.07 ~ 2018.06 제7대 서울특별시 강남구의회 후반기 복지도시위원회 위원
- 2016.07 ~ 2016.07 제7대 서울특별시 강남구의회 예산결산특별위원회 위원장
- 2016.07 ~ 2018.06 제7대 서울특별시 강남구의회 후반기 예산결산특별위원회 부위원장
- 2016.11 ~ 2016.11 제7대 서울특별시 강남구의회 복지도시위원회 행정사무감사 위원
- 2016.11 ~ 2016.11 제7대 서울특별시 강남구의회 운영위원회 행정사무감사 위원
- 2017.11 ~ 2017.11 제7대 서울특별시 강남구의회 복지도시위원회 행정사무감사 위원
- 2017.09 ~ 사회복지사
- 2018.05.17 더불어민주당 탈당·바른미래당 입당

## 수상
- 2016 유권자시민행동 대한민국 유권자 대상
- 2017 대한민국 청소년대상 특별상

## 역대 선거 결과
|  | 10.95% |

|  | 54.22% |

|  | 13.30% |